# Richard Manché
Heinrich Richard Alexander Manché (* 18. März 1830 in Berlin; † 12. Juni 1896 in Ermatingen, Schweiz) war ein preußischer Generalmajor.

## Leben

### Herkunft
Richard war ein Sohn des Kaufmanns Friedrich Manché († 1879) und dessen Ehefrau Karoline, geborene Bethge.

### Militärkarriere
Nach dem Besuch der Gymnasien in Berlin und Mühlhausen immatrikulierte sich Manché zunächst an der Universität Berlin, trat aber am 1. April 1850 als Grenadier in das Kaiser Franz Grenadier-Regiment der Preußischen Armee ein. Mit der Beförderung zum Unteroffizier wechselte er am 1. November 1850 in das 7. Husaren-Regiment und avancierte bis Anfang März 1852 zum Sekondeleutnant. Von Mitte Juni 1859 bis Mitte Mai 1860 war Manché zum 7. Landwehr-Husaren-Regiment kommandiert. Daran schloss sich seine Kommandierung zum 1. kombinierten Dragoner-Regiment an, aus dem sich Anfang Juli 1860 das Rheinische Dragoner-Regiment Nr. 5 formierte. Mitte September 1860 stieg er zum Premierleutnant auf und fungierte ab Mitte Mai 1861 als Regimentsadjutant. Am 12. April 1864 erfolgte mit der Beförderung zum Rittmeister seine Ernennung zum Eskadronchef.
Während des Krieges gegen Österreich diente Manché vom 8. Mai bis zum 17. September 1866 als Adjutant der 2. Kavallerie-Division unter Generalmajor Hann von Weyhern beim Kavallerie-Korps der 1. Armee. In dieser Eigenschaft nahm er an den Kämpfen bei Liebenau, Münchengrätz, Soor, Preßburg sowie Königgrätz teil und erhielt für sein Wirken den Roten Adlerorden IV. Klasse mit Schwertern.
Nach dem Krieg wurde er am 30. Oktober 1866 in das Dragoner-Regiment Nr. 12 versetzt und zugleich als Adjutant beim Generalkommando des V. Armee-Korps kommandiert. In dieser Stellung avancierte Manché bei der Mobilmachung anlässlich des Krieges gegen Frankreich am 20. Juli 1870 zum Major und nahm an den Kämpfen bei Weißenburg, Wörth, Stonne, Sedan, Petit Bicêtre, Malmaison und am Mont Valerian sowie der Belagerung von Paris teil.
Ausgezeichnet mit dem Eisernen Kreuz II. Klasse wurde Manché nach dem Friedensschluss am 12. Dezember 1871 als etatmäßiger Stabsoffizier in das Litthauische Ulanen-Regiment Nr. 12 nach Friedland versetzt. Einen Tag nach seiner Beförderung zum Oberstleutnant kommandierte man ihn am 4. Juli 1875 zur Dienstleistung zum Dragoner-Regiment „Prinz Albrecht von Preußen“ (Litthauisches) Nr. 1. Unter Stellung à la suite wurde er am 5. August 1875 zunächst mit der Führung des Regiments beauftragt und am 19. August 1875 zum Regimentskommandeur ernannt. In dieser Eigenschaft stieg Manché am 11. Juni 1879 zum Oberst und erhielt drei Monate später aufgrund der Herbstmanöver den Roten Adlerorden III. Klasse mit Schleife und Schwertern am Ringe. Unter Stellung à la suite seines Regiments erfolgte am 5. Juli 1883 seine Versetzung als Kommandeur der 4. Kavallerie-Brigade nach Bromberg. Mit der Verleihung des Charakters als Generalmajor wurde er am 15. Januar 1885 mit Pension zur Disposition gestellt.
Er starb am 12. Juni 1896 in Ermatingen, Schweiz.

### Familie
Manché heiratete am 28. März 1878 in Posen Amalie Romeyke (1845–1898), eine Tochter des Rittmeisters und Besitzer des Ritterguts Adlig Malinken Albert Romeyke.